# Droga krajowa B187a (Niemcy)
Droga krajowa 187a (niem. Bundesstraße 187a, B 187a) – niemiecka droga krajowa okalająca Lipsk z południa na północ od skrzyżowania z drogą B185 w Porst koło Köthen do skrzyżowania z drogą B184 w Zerbst/Anhalt w Saksonii-Anhalt.